# Iso-Kaatiainen
Iso-Kaatiainen är en sjö i kommunen Kuhmo i landskapet Kajanaland i Finland. Sjön ligger 181,4 meter över havet. Den är 6 meter djup. Arean är 77 hektar och strandlinjen är 7,27 kilometer lång. Sjön  ingår i Uleälvens huvudavrinningsområde.   Den ligger omkring 87 kilometer öster om Kajana och omkring 490 kilometer nordöst om Helsingfors. 